# Liste der Thüringer Orden und Ehrenzeichen

Wappen Thüringens

Diese Liste der Thüringer Orden und Ehrenzeichen führt alle Orden und Ehrenzeichen des Freistaats Thüringen sowie seiner Vorgängerstaaten auf.

## Freistaat Thüringen
- Brandschutzehrenzeichen (1992)
- Rettungsmedaille für Rettung aus Gefahr (1994)
- Verdienstorden des Freistaats Thüringen (2000)
- Ehrenbrief des Freistaats Thüringen (2005)

## Land Thüringen(1920–1952)
- Rettungsmedaille (1926)

## Orden und Ehrenzeichen ehemaliger Thüringer Staaten

### Sachsen-WeimarundSachsen-Weimar-Eisenach

Großes Wappen Sachsen-Weimar-Eisenachs

- Orden gegen den Missbrauch des Namens Gottes (1590)
- Orden der Beständigkeit (1621)
- Hausorden vom Weißen Falken (1732/1815)
- Medaille für Treue Krieger (1815)
- Medaille MERITIS NOBILIS (1820)
- Dienstauszeichnungskreuz (1834)
- Silberne Civilverdienst-Medaille
- Ehrenzeichen für rühmliche Tätigkeiten 1870/1871
- Lebensrettungs-Medaille (1881)
- Ehrenzeichen für Frauen (1899)
- Allgemeines Ehrenzeichen (1902)
- Krieger-Ehrenkreuz für deutsche Treue (1909)
- Wilhelm-Ernst-Kriegskreuz (1915)
- Ehrenzeichen für Frauenverdienst im Kriege (1915)
- Verdienstkreuz für Heimatverdienste 1914/18 (1918)

### Sachsen-Gotha-Altenburg
- Orden der deutschen Redlichkeit (1690)
- Orden der fröhlichen Einsiedler auf Schloss Friedrichswerth, Hoforden von Friedrich und Luise Dorothea von Sachsen-Gotha-Altenburg (1739–1756)
- Kriegsdenkmünze 1814/1815

### Sachsen-Meiningen
- Orden der Treue (1703)
- Senioratsorden (1732)
- Militärverdienstmedaille 1814
- Herzoglich Sachsen-Ernestinischer Hausorden (1833)
- Verdienstorden für Kunst und Wissenschaft
- Zivildienstauszeichnung (1913)
- Kreuz für Verdienste im Kriege (1915)
- Medaille für Verdienste im Kriege (1915)
- Kreuz für Verdienste von Frauen und Jungfrauen in der Kriegsfürsorge (1915)

### Sachsen-Hildburghausen
- Orden vom glücklichen Bunde (1749)
- Militärverdienstmedaille 1814

### Sachsen-Coburg-Saalfeld
- St.-Joachims-Orden (1755)
- Militärverdienstmedaille 1814
- Eiserne Medaille für die Freiwilligen des V. Armee-Korps (1814)
- Kriegsdenkmünze an den Feldzug 1814

### Sachsen-Altenburg
- Dienstauszeichnungskreuz (1836)
- Erinnerungsmedaille für Hilfeleistungen beim Schloßbrand 1864
- Medaille zur Erinnerung an den Krieg 1870/71
- Erinnerungsmedaille für den Feldzug 1849 (1874)
- Erinnerungsmedaille zum 50-jährigen Bestehen des Herzogtums (1876)
- Lebensrettungsmedaille (1882)
- Silberne Ehrenauszeichnung für Arbeiter und Dienstboten (1886)
- Ehrenzeichen für Mitglieder der Feuerwehren (1900)
- Medaille zum 50-jährigen Regierungsjubiläum 1903
- Herzog-Ernst-Medaille (1906)
- Dienstauszeichnung für Hof- und Standesbeamte, Geistliche und Lehrer (1913)
- Tapferkeitsmedaille (1915)
- Landwehrdienstauszeichnung
- Medaille für Kunst und Wissenschaft

### Sachsen-Coburg und Gotha
- Verdienstkreuz für Kunst und Wissenschaft (1835)
- Militär-Dienstauszeichnung
- Erinnerungskreuz für Eckernförde (1849)
- Medaille für Kunst und Wissenschaft
- Medaille für weibliches Verdienst (1869)
- Lebensrettungsmedaille (1883)
- Herzog Ernst-Medaille (1888)
- Erinnerungsmedaille zur goldenen Hochzeit Herzog Ernst II. (1892)
- Erinnerungsmedaille an den Einzug Herzog Alfred (1894)
- Herzog Alfred-Medaille (1896)
- Erinnerungsmedaille zur silbernen Hochzeit von Herzog Alfred (1899)
- Erinnerungsmedaille zum Regierungsantritt von Herzog Carl Eduard (1905)
- Erinnerungsmedaille zur Hochzeit von Herzog Carl Eduard (1905)
- Herzog Carl Eduard-Medaille
- Carl-Eduard-Kriegskreuz (1916)
- Ehrenzeichen für den Heimatverdienst
- Kriegserinnerungskreuz 1914–1918 (1916)
- Feuerwehr-Ehrenzeichen

### Schwarzburg-Rudolstadt
- Orden der Eintracht (1718)
- Erinnerungskreuz für 1814–1815 (1816)
- Dienstauszeichnungen (1850)
- Ehrenkreuz von Schwarzburg (1853)
- Dienstbelohnungsmedaille (1853)
- Ehrenmedaille (1857)
- Dienstauszeichnungen für Soldaten (1867)
- Ehrenmedaille für Kriegsverdienst 1870 (1870)
- Verdienstmedaille für Kunst, Wissenschaft, Handel, Gewerbe und Landwirtschaft (1899)
- Anerkennungsmedaille für löbliche Leistungen oder gute Dienste (1899)

### Schwarzburg-Sondershausen
- Kriegsmedaille für 1814/15 (1815)
- Dienstauszeichnungen (1838)
- Medaille für Kunst und Wissenschaft (1846)
- Medaille für Verdienste um die Landwirtschaft (1846)
- Ehrenkreuz von Schwarzburg (1857)
- Ehrenmedaille (1866)
- Medaille für Rettung aus Gefahr (1870)
- Ehrenmedaille für Kriegsverdienst 1870/71 (1871)
- Feuerwehr-Ehrenzeichen (1895)
- Medaille für Treue in der Arbeit (1896)
- Goldene Medaille für Kunst und Wissenschaft (1898)
- Erinnerungsmedaille an das 25-jährige Regierungsjubiläum (1905)
- Medaille für Verdienst im Kriege (1914)
- Ehrenmedaille mit Eichenbruch 1914/15 (1915)
- Anna-Luisen-Verdienstzeichen (1918)

### Reuß jüngerer Linie
- Ehrenkreuz für die Feldzüge 1814 und 1815
- Erinnerungskreuz für Eckernförde (1849)
- Verdienstkreuz (1857)
- Verdienstmedaille für treue Dienste (1859)
- Ehrenmedaille für Treue und Verdienst (1867)
- Reußisches Ehrenkreuz (1869)
- Verdienstmedaille
- Verdienstkreuz für Kunst und Wissenschaft (1885)
- Medaille für Kunst und Wissenschaft (1908)
- Kriegsverdienstkreuz 1914 (1915)
- Medaille für Heimatverdienst (1915)
- Medaille für aufopfernde Tätigkeit in Kriegszeit (1915)
- Verdienstmedaille mit Krone und Schwert (1915)

### Reuß älterer Linie
- Ehrenkreuz für die Feldzüge 1814 und 1815
- Verdienstkreuz (1858)
- Medaille Merito ac dignitati (1872)